# Thomasomys cinnameus
Thomasomys cinnameus là một loài động vật có vú trong họ Cricetidae, bộ Gặm nhấm. Loài này được Anthony mô tả năm 1924.